# Przełęcz pod Wapielnicą
Przełęcz pod Wapielnicą – przełęcz położona na terenie Pogórza Przemyskiego na wysokości 306 m n.p.m., pomiędzy szczytami Wapielnicy (394 m n.p.m.) oraz Kruhela (364 m n.p.m.). Przełęcz znajduje się w granicach administracyjnych Przemyśla.

## Szlaki turystyczne
- Czerwony Szlak Przemysko-Sanocki na odcinku: Przemyśl – Przełęcz pod Wapielnicą – Wapielnica – Helicha – Rokszyce – Brylińce
- Szlak tematyczny im. Jana Pawła II[1]